# Sarah Booth
Pour les articles homonymes, voir Sarah, Booth et Sarah Hansen.
Sarah Booth, née Sarah Hansen à Montréal au Québec, est une actrice, productrice et scénariste canadienne.

## Filmographie

### Comme actrice

#### Cinéma
- 2012 : Cold Blood (Deadfall) de Stefan Ruzowitzky : Amy
- 2012 : The Hat Goes Wild de Guy Sprung : Suzanne
- 2014 : Ben's at Home (en) de Mars Horodyski : Katie
- 2014 : The Scarehouse (en) de Gavin Michael Booth : Corey Peters
- 2015 : Twelve : Aria
- 2018 : Encounter de Paul J. Salamoff : Rachel
- 2018 : Last Call de Gavin Michael Booth : Beth
- 2021 : Love and Baseball de Steve Acevedo : Amanda

#### Courts-métrages
- 2009 : Desiderata : le rendez-vous du salon
- 2013 : To Hell, with Love : Cheri
- 2015 : 20/20 Hindsight : Aria (voix)
- 2015 : Fifteen : Jessica
- 2015 : January : la serveuse
- 2015 : December : Aria (voix)
- 2016 : Wake up : diverses voix
- 2016 : Just 20 : Ali
- 2017 : Orange Lipstick : Zoey
- 2017 : Steamwrecked : Rowe
- 2017 : Reality Quest : Rose, la cascadeuse
- 2018 : Another Round : Deena
- 2018 : WiHM9 Blood Drive: Blood Bus : l'infirmière
- 2018 : Are You My Mommy : Clara
- 2018 : Tupperwho : Heather
- 2018 : Looking Up : Jamie
- 2019 : Here Piggy Piggy : Vanessa
- 2020 : Here : Daisy
- 2020 : His Name is Niv : Ruth
- 2021 : Rent Do : Winnifred
- 2021 : In These Parts : Jill
- 2024 : Festival Darling : Jennifer

#### Télévision
- 2010 : Blue Mountain State : la fille récitant un poème (saison 1, épisode 4)
- 2011 : 30 Vies : Rhonda (principale, 23 épisodes)
- 2013 : Werewoman : Tara
- 2013 : A Stranger in My Home : Michelle Herndon (saison 1, épisode 4)
- 2014 : 19-2 : Samantha, la victime de viol (saison 1, épisode 4)
- 2014 : Hemlock Grove : l'infirmière (saison 2, épisode 10)
- 2015 : Helix : sœur Olivia (9 épisodes)
- 2015 : The Secret Life of Marilyn Monroe (en) (mini-série) : Mme Kelly
- 2016 : American Horror Story : la servante (saison 6, épisode 5)
- 2017 : New York, unité spéciale : Capitaine Beth Williams (saison 18, épisode 12)
- 2017 : Mondays (mini-série) : Kate
- 2017 : 21 Thunder (en) : Cheyenne (4 épisodes)
- 2018 : S.W.A.T. : Kate (saison 1, épisode 15)
- 2018 : De celles qui osent : Michelle (saison 2, épisode 9)
- 2018 : V.I.R.A.L. (mini-série) : Clementine
- 2019 : The Moodys (en) : Elena (saison 1, épisodes 4 et 6)
- 2020 : My Perfect Landing (en) : Rona Forte (saison 1, épisodes 1 et 11)
- 2021 : La République de Sarah : Kayleigh Young (saison 1, épisode 7)
- 2021 : Heartland : Sylvie (saison 15, épisode 1)
- 2021 : Y, le dernier homme : Kate (saison 1, épisodes 4 et 8)
- 2021 : Star Trek: Discovery : Luda (saison 4, épisode 5)
- 2022 : Dr. Bash : Leslie (saison 3, épisode 6)
- 2022 : Three Pines : Yvette Nichol (principale, 8 épisodes)
- 2022 - 2023 : Les Enquêtes de Murdoch : Abigail Prescott (4 épisodes)
- 2023 : Pretty Hard Cases (en) : Officier Maccleary (saison 3, épisode 6)
- 2023 : Hudson et Rex : Patti (saison 6, épisode 6)
- 2023 - 2024 : From : Miranda (2 épisodes)
- 2024 : Plan B : Keri Whitman (6 épisodes)
- 2024 : Chicago Med : Tessa Myers (saison 10, épisode 4)

#### Téléfilm
- 2010 : Fakers de Pierre Gill : l'étudiante plaignante
- 2016 : Mind Blown de Christian Sesma : Jamie
- 2019 : Trapped: The Alex Cooper Story (en) de Jeffrey Hunt : Tiana Simms
- 2023 : Secrets of a University de Kara Harun : Raven
- 2023 : Our Christmas Mural de Tara Johns : Ivy
- 2024 : There's a New Killer in Town de Sean Cisterna : Holly

#### Jeux vidéo
- 2018 : Far Cry 5 : Tammy (voix)

### Productrice
- 2013 : To Hell, with Love (court métrage)
- 2014 : Ben's at Home
- 2014 : The Scarehouse
- 2016 : Todrick Hall: Taylor in Wonderland (court métrage)
- 2018 : Are You My Mommy (court métrage)

### Scénariste
- 2013 : To Hell, with Love (court métrage)
- 2014 : The Scarehouse